# Heuvelland Ziekenhuis
Heuvelland Ziekenhuis is een Brits-Frans-Duitse klei-animatieserie, waarin het ziekenhuis centraal staat. De serie bestaat uit 52 afleveringen. De serie werd geregisseerd door Pascal Le Nôtre en geproduceerd in het Engels (Hilltop Hospital), Frans (Hôpital Hilltop), Duits (Klinik Hügelheim) en Nederlands (Heuvelland Ziekenhuis). De boeken werden geschreven door Nicholas Allan en werd verfilmd als serie. ZDF begonnen met het uitzenden van de afleveringen in 2003. De muziek voor de Engels versie van de serie werd gecomponeerd door Ben Heneghan en Ian Lawson die ook de muziek voor de series Brandweerman Sam en Joshua Jones schreef. De serie werd ook uitgezonden in Nederland in 2002 door de VPRO

## Personages
| Dr. Matthews                                                                                              | Dr. Max                  |
| Een hond, die de romantische aandacht van Chirurg Sally zoekt.                                            |                          |
| Nurse Kitty                                                                                               | Zuster Kitty             |
| Een kat, die de romantische aandacht van Dr. Max zoekt die er niet van merkt.                             |                          |
| Chirurg Sally                                                                                             | Chirurg Sally            |
| Een nijlpaard chirurg met workaholisme die geen tijd heeft voor Dr. Max en zijn aandacht.                 |                          |
| Clare en Arthur                                                                                           | Clare en Arthur          |
| Twee ratten, van de technische dienst en de laboratoriumdiensten.                                         |                          |
| Dr. Atticus                                                                                               | Dokter Ad                |
| Een schildpad, de anesthesist van het ziekenhuis die vaak slaapt.                                         |                          |
| De twee Teds                                                                                              | De ziekenautobestuurders |
| De twee identieke tweeling beren, die in het ziekenhuis werken als verplegers en met de ambulance rijden. |                          |